# فارم‌سوم
فارم‌سوم (به هلندی: Farmsum) یک منطقهٔ مسکونی در هلند است که در دلف‌زیل واقع شده‌است. فارم‌سوم ۲٫۵۱۰ نفر جمعیت دارد.